# フランソワ・エティエンヌ・ケレルマン

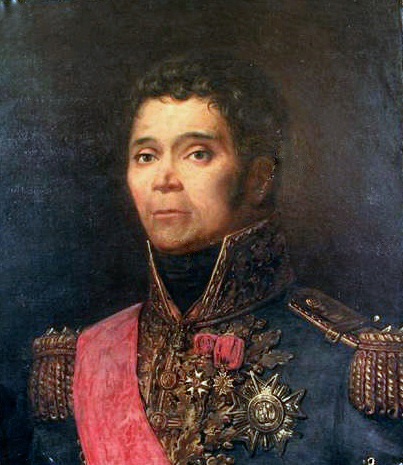
フランソワ・エティエンヌ・ケレルマン

第2代ヴァルミー公爵フランソワ・エティエンヌ・ド・ケレルマン（François Étienne Kellermann, Second duc de Valmy, 1770年8月4日 - 1835年6月2日) は、フランス帝国の騎兵の将軍 。フランス帝国の名誉元帥フランソワ・クリストフ・ケレルマンの息子、外交官フランソワ・クリストフ・エドモン・ド・ケレルマンの父親。 ナポレオン戦争における大胆かつ熟達した戦法による活躍で有名。

## 青年期及びフランス革命戦争期
ケレルマンはメスで生まれ、父親の軽騎兵連隊に短期間勤務したあと、1791年に外交官になった。1793年に軍に復帰した後は、主に父親の指揮するアルプス方面の部隊に勤務し、1796年には連隊長に昇進した。1796年から1797年にかけてのナポレオンの有名なイタリア戦役の後半、若きケレルマンは、タリアメント川の強行渡河における目覚しい働きで未来の皇帝の注意をひきつけ、直ちに准将に昇進した。イタリアにおけるカンポ・フォルミオ条約の成立後、ケレルマンはマクドナルドおよびシャンピオネ指揮下のローマ及びナポリの軍隊に留まった。
マレンゴの戦いにおいてケレルマンは第一執政指揮下の重騎兵旅団を率いて歴史上最も有名なものの一つとされる騎兵突撃を行った。ドゼーの歩兵による攻勢と連携して行われたその突撃は、敗北しかけていた戦況を逆転し、戦争の行方を決定付けるものであった。このときケレルマンの騎兵部隊は消耗しており、若干の竜騎兵部隊その他を加えたものとなっていた。突撃は完璧なタイミングで行われ、オーストリア軍の3個擲弾兵大隊を突き崩した。その後ケレルマンは直ちに部隊を再編すると、オーストリア竜騎兵部隊に襲いかかり、追撃した。竜騎兵隊は自軍の隊列を乱しながら敗走し、オーストリア軍は総崩れとなった。
ケレルマンはすぐに少将に昇進したが、早くも戦いのその晩から、自分の手柄を過小評価する企てがあると考え、憤慨していた。ケレルマンの突撃が戦いの帰趨におよぼした影響についてはその後も熱い論争が続き、ケレルマンはこの論争では一切妥協や寛容といったものを示そうとしなかった。しかし、マレンゴでの彼の功績はあまりに大きく、この論争での振る舞いや、度重なる醜聞、さらには私生活における不正行為などによって、その経歴が台無しになることはなかった。

## ナポレオン戦争期
父親の名声はただ一つの大手柄（ヴァルミーの戦いの勝利）によるものだったが、彼の場合はそうではなかった。ケレルマンは、ナポレオン配下のすべての騎兵指揮官の中で最も有名ということではなかったが、おそらく最も有能であり、アウステルリッツの戦いでは左翼の軽騎兵師団を率いてさらに名声を高めた。ポルトガルではジュノー指揮下においてヴァメイロの戦いで予備擲弾兵部隊を率い、シントラ協定の交渉では卓越した外交技術を駆使して活躍した。1809年11月28日のアルバトーマスの戦いでは3,000人の騎兵を指揮して華やかな突撃を敢行し、デルパルケ公爵の指揮するスペイン軍を撃破した。ケレルマンは半島戦争への従軍に際しては異なる一面も見せた。彼のスペインでの強欲さは、かつてないほど悪名高いものだった。ナポレオンはケレルマンの説得力のない謝罪に対してこのように答えたという。「将軍、君の名前が私の前に差し出されるときはいつも、マレンゴのことだけ考えるようにしているよ。」
ケレルマンは1812年のロシア戦役には病気のため参加しなかったが、1813年及び1814年の戦役では、変わらぬ手腕と指揮を発揮した。第一次復古王政では将軍の座にとどまったが百日天下ではナポレオンに従い、ワーテルローの戦いでは第3騎兵軍団を指揮した。
彼は1815年7月16日のカートル・ブラの戦闘で有名な騎兵突撃で部隊を指揮した。ケレルマンはネイ元帥の厳命によりギュタン指揮下の770人の猟騎兵師団と共にイギリス軍へ正面突撃を行った。騎兵の教義に対して、ケレルマンは敵に数を知られないように即座に駆け足を命じ、4つの分散突撃によって第8及び第11胸甲騎兵隊は英国第69歩兵隊を粉砕し軍団旗を奪取した。ハノーバー大隊は追い散らされ、第33歩兵隊及び第73歩兵隊は近くの森に撤退した。 騎兵隊は短時間ではあるが重要な十字路を占領したが、見込みが甘く、ケレルマンは落馬し敵騎兵の鐙にしがみつくことによってようやく離脱に成功した。
ワーテルローの戦いではケレルマンは負傷した。ケレルマンの指揮下の2個師団は左翼の中央において歩兵の支援を行った。早い段階で、胸甲騎兵隊（おそらくケレルマンもしくはミヨー指揮下の部隊）は不用意に突出してきたハノーバー大隊を撃破した。午後にネイによって第3騎兵軍団はラ＝エイ＝サントとウーグモンの間に存在する連合軍の方形陣に対する飽和攻撃に送られた。夕方に胸甲騎兵（おそらくケレルマンの）は第5及び第8キングスレギオン大隊を撃破した。しかし 連合軍の防衛線に対する度重なる攻撃は一つの方形陣を撃破できず優秀なフランス軍騎兵を使い果たしてしまった。
第二次王政復古においてケレルマンは名誉を剥奪された。けれども、1820年には父親の爵位を継承しフランス貴族に列せられた。ブルボン王家に対する断固とした態度は1830年にシャルル10世が没落するまで続けられた。彼は1835年6月2日にその生涯を閉じた。